# Khalid Mahmood
Khalid Mahmood (ur. 28 grudnia 1941 w Dźhelam) – pakistański hokeista na trawie. Dwukrotny medalista olimpijski.
Brał udział w dwóch igrzyskach (IO 64, IO 68), na obu zdobywając medale: srebro w 1964 i złoto cztery lata później. W reprezentacji Pakistanu w latach 1963-1973 rozegrał 130 spotkań i zdobył 19 bramek. Występował w pomocy lub ataku.